# Halebelur, Sakleshpur
Halebelur là một làng thuộc tehsil Sakleshpur, huyện Hassan, bang Karnataka, Ấn Độ.